# Zeved habat
Zeved habat in ebraico זֶבֶד הַבָּת ‎? o Simchat bat in ebraico שמחת בת‎? è la cerimonia ebraica dell'imposizione del nome ad una bambina appena nata.

## BenedizioneMi sheberakh
La benedizione impartita durante l'imposizione del nome si chiama Mi sheberakh ed è la seguente (le parole tra parentesi sono recitate dalla comunità ebraica marocchina):
(HE) :
מִי
שֶׁבֵּרַךְ
(אִמּוֹתֵינוּ)
שָׂרָה
וְרִבְקָה.
רָחֵל
וְלֵאָה.
וּמִרְיָם
הַנְּבִיאָה
וַאֲבִיגַיִל.
וְאֶסְתֵּר
הַמַּלְכָּה
בַּת
אֲבִיחַיִל.
הוּא
יְבָרֵךְ
אֶת
הַיַּלְדָּה
הַנְּעִימָה
הַזּאת.
וְיִקָּרֵא
שְׁמָהּ
(בְּיִשְׂרָאֵל)
פלונית.
בְּמַזַּל
טוֹב
וּבְשַׁעַת
בְּרָכָה.
וִיגַדְּלֶהָ
בִּבְרִיאוּת
שָׁלוֹם
וּמְנוּחָה.
וִיזַכֶּה
לְאָבִיהָ
וּלְאִמָּהּ
לִרְאוֹת
בְּשִׂמְחָתָהּ
וּבְחֻפָּתָהּ.
בְּבָנִים
זְכָרִים.
עשֶׁר
וְכָבוֹד.
דְּשֵׁנִים
וְרַעֲנַנִּים
יְנוּבוּן
בְּשֵׂיבָה.
וְכֵן
יְהִי
רָצוֹן
וְנאמַר
אָמֵן׃

Traslitterazione: Mi sheberakh (imoteinu) Sara veRivkah, Rachel veLeah, uMiryam haneviah vaAvigayil, veEster hamalka bat Abichayil. Hu et hayaldah hane'imah hazot, veyikarei shemah (beYisrael) Pelonit, bemazal tov ubsha'at berakhah, vigadeleha bivriut shalom umnuchah, vizake leaviha ul'imah lir'ot besimchatah uvchuppatah, bevanim zekharim, ósher vekhavod, desheinim vera'ananim yenuvun beseivah, vekhein yehi ratzon venomar amein.

### Traduzione
"Colui che benedisse (le nostre madri)
Sarah e Rivkah, Rachele e Leah e la profetessa Miriam e Abigail
e la Regina Ester, figlia di Abichail —
possa Egli benedire questa amata bambina e che il suo nome (in Israele) sia ... [inserire il primo nome]
con buona fortuna e in un'ora benedetta;
e possa crescere in buona salute, pace e tranquillità;
e possano suo padre e sua madre meritare di vedere
la sua gioia e il suo matrimonio, e figli maschi, ricchezze e onore;
e possano essere vigorosi e fiorenti, fertili fino a tarda età;
e così si voglia e si proclami, Amen!”.
(Salmi 92:14-5)